# Крістіан Кудроч
Крістіан Кудроч (словац. Kristián Kudroč; 21 травня 1981, м. Михайлівці, ЧССР) — словацький хокеїст, захисник.
Вихованець хокейної школи ХК «Михайлівці». Виступав за ХК «Михайлівці», «Квебек Ремпартс» (QMJHL), «Детройт Вайперс» (ІХЛ), «Тампа-Бей Лайтнінг», «Спрингфілд Фелконс» (АХЛ), «Сан-Антоніо Ремпідж» (АХЛ), «Флорида Пантерс», ХК «Гаммарбю», СайПа (Лаппеенранта), «Ільвес» (Тампере), ХК «Седертельє», «Брюнес» (Євле), «Фрелунда» (Гетеборг), «Ессят» (Порі), Сибір Новосибірськ.
В чемпіонатах НХЛ — 26 матчів (2+2). В чемпіонатах Фінляндії — 210 матчів (29+53), у плей-оф — 20 матчів (3+3). В чемпіонатах Швеції — 141 матч (7+20), у плей-оф — 10 матчів (1+2).
У складі національної збірної Словаччини учасник чемпіонату світу 2012 (1 матч, 0+0). У складі молодіжної збірної Словаччини учасник чемпіонату світу 2000. У складі юніорської збірної Словаччини учасник чемпіонату світу 1999.
Досягнення
- Срібний призер чемпіонату світу (2012)
- Бронзовий призер юніорського чемпіонату світу (1999).